# Sagomix najpopularniejsze bajki świata
Sagomix najpopularniejsze bajki świata (ang. World Masterpiece Fairy Tale Series) – japoński serial animowany wyprodukowany przez Toei Animation.

## Lista odcinków
- 1. Hansel and Gretel / Hansel to Gretel  ヘンゼルとグレーテル
- 2. Calineczka / Princess Thumb[1] / Thumbelina / Oyayubihime おやゆび姫
- 3. Jack i zaczarowana fasola / Jack and the Beanstalk / Jack to Mame no Ki ジャックと豆の木
- 4. Saga o Wichrze Północnym i Słońcu / The North Wind and the Sun Kitakaze to Taiyō 北風と太陽
- 5. Cudowna lampa Alladyna / Aladdin and the Wonderful Lamp[2] / Aladdin to Fushigi na Lamp アラジンとふしぎなランプ
- 6. Nowe szaty cesarza / Emperor's New Clothes / Hadaka no Ōsama はだかの王様
- 7. O wilku i siedmiu koziołkach / The Wolf and the Seven Little Kids / Nana Hiki no Koyagi 七ひきの子やぎ
- 8. Dzikie łabędzie / The Wild Swans[3] / Hakuchō no Ōji / 白鳥の王子
- 9. King Midas / Ōsama no Mimi wa Roba no Mimi 王様の耳はロバの耳
- 10. The Little Match Girl / Match Uri no Shōjo マッチ売りの少女
- 11. Ali Baba and the Forty Thieves / Ali Baba to 40-nin no Tōzoku アリババと40人の盗賊
- 12. The Ugly Duckling / Minikui Ahiru no Ko みにくいあひるの子
- 13. Cinderella / Cinderella Hime シンデレラ姫
- 14. The Red Shoes / Akai Kutsu 赤い靴
- 15. The Musical Band of Blumen / Town Musicians of Bremen / Burēmen no Ongaku Tai ブレーメンの音楽隊
- 16. Little Red Riding Hood / Akazukin-chan 赤ずきんちゃん
- 17. The Dwarf and the Cobbler / The Elves and the Shoemaker / Kobito to Kutsuya こびとと靴屋
- 18. The Sleeping Beauty / Nemuri Hime ねむり姫
- 19. The Wizard of Oz / Oz no Mahōtsukai オズの魔法使い
- 20. Magic Carpet / Mahō no Jūtan 魔法のじゅうたん

Źródło:

## Wersja polska

### VHS
Sagomix najpopularniejsze bajki świata – wersja wydana na VHS z polskim lektorem.
- Dystrybucja: RTM Video[5]